# Сада (Ла-Корунья)
Сада (гал. Sada, ісп. Sada) — муніципалітет в Іспанії, у складі автономної спільноти Галісія, у провінції Ла-Корунья. Населення — 14 487 осіб (2009).
Муніципалітет розташований на відстані близько 499 км на північний захід від Мадрида, 10 км на схід від Ла-Коруньї.

## Демографія
Динаміка населення (INE ):

## Галерея зображень

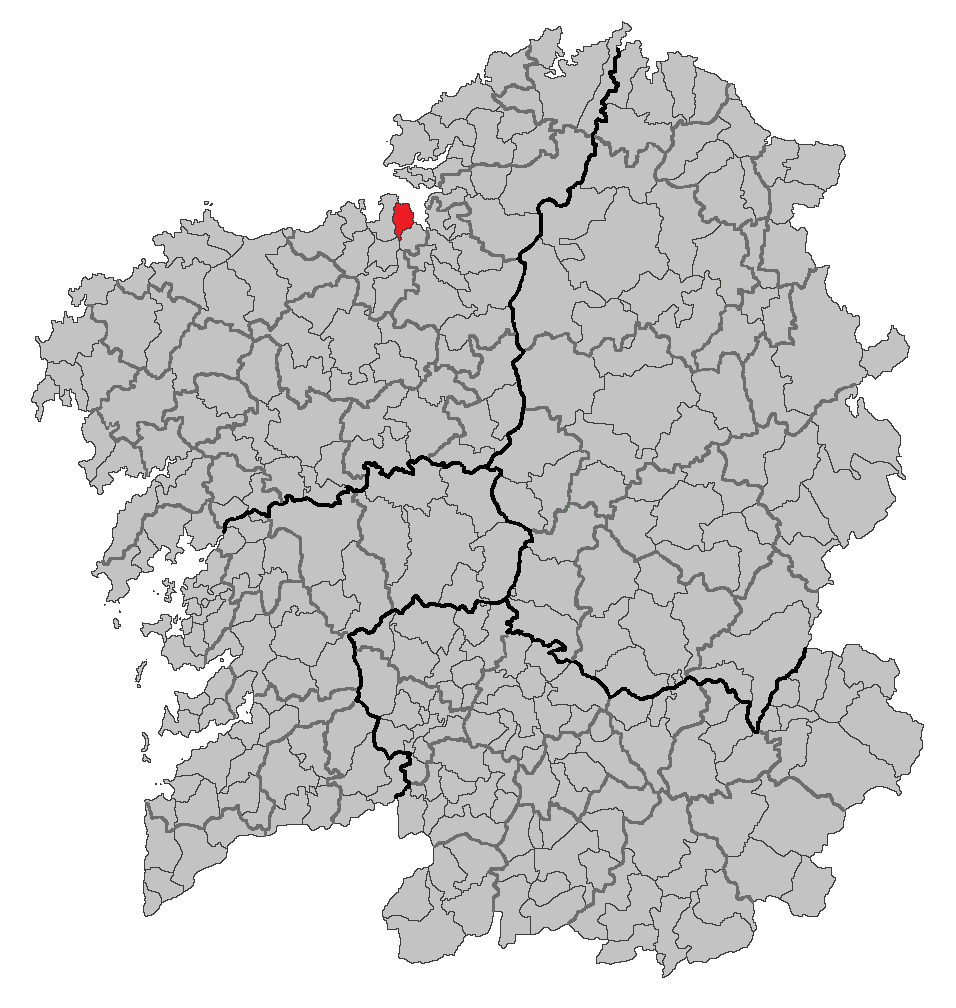
Розташування муніципалітету